# Gynoplistia moanae
Gynoplistia moanae är en tvåvingeart som beskrevs av Alexander 1951. Gynoplistia moanae ingår i släktet Gynoplistia och familjen småharkrankar. Inga underarter finns listade i Catalogue of Life.